# 孙震方故居
孙震方故居是原通惠实业公司总经理孙震方的住宅。建于1931年，位于当时的天津英租界的新加坡道（Singapore Road）（今和平区大理道66号），该建筑目前是天津市文物保护单位和特殊保护等级历史风貌建筑，并作为天津五大道近代建筑群的重要组成部分，被中华人民共和国国务院批准为全国重点文物保护单位。

## 历史
该建筑由安徽寿州孙氏后人孙震方于1931年在天津英租界新加坡道建设。安徽寿州（现寿县）孙氏是清末民初新兴的家庭实业集团，近祖为孙家鼐。孙家鼐有六子，其中长子孙多鑫、次子孙多森和幼子孙多钰，均在天津经营实业，孙震方为孙多森长子。中华人民共和国成立后，该建筑改为政府招待所，专门接待国家领导人，毛泽东、周恩来等曾在此下榻。1951年，毛泽东为刘青山、张子善案曾在和平宾馆住过3天。

## 建筑风格

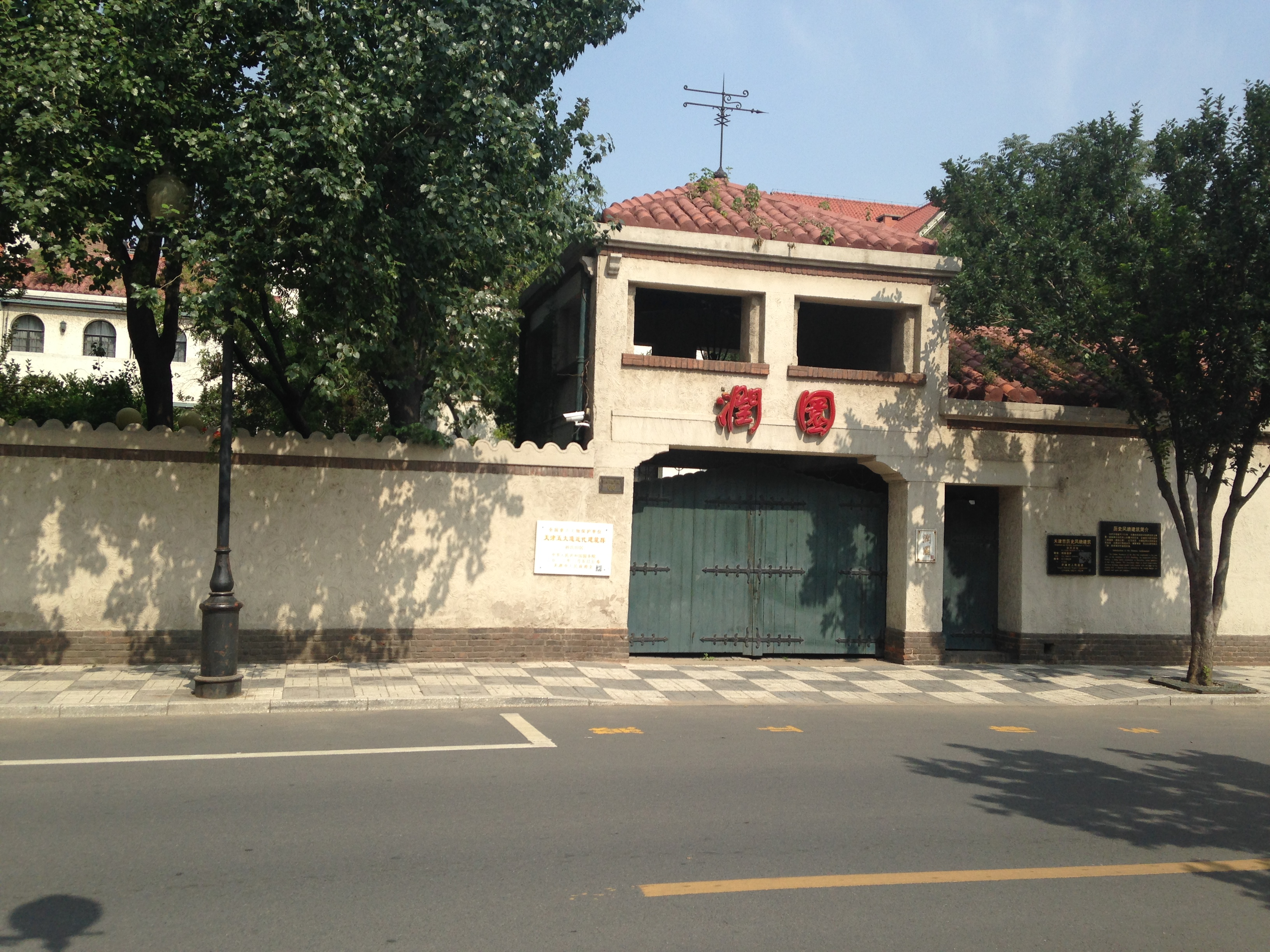

孙震方故居为西班牙乡村别墅式建筑风格，占地面积3431平方米，建筑面积1917平方米。旧宅内部有主楼、配楼两幢。主楼为二层砖木结构楼房，局部为三层，建筑平面呈凹字形，正立面为对称式，门厅居中。建筑外立面为琉缸砖清水墙面并设有花岗岩台阶。屋顶为瓦楞铁坡并设有木檐口和木屋架。整个旧宅内部院宇宽阔，房屋只占院落的四分之一。院内栽种有白杨树和院府海棠，甬道顶部设有藤萝花架。此外，院内还设有小型游泳池，游泳池位于故居的西侧，设计精巧，镶有黑白瓷砖，出水口为兽头。在院落的西南角设有一个高台作为休息望远之地。外墙面采用水泥抹灰拉毛处理，配以大面积门窗，具有浓郁的南欧风情。

## 相关影视剧
孙震方故居也曾是《今生今世》、《侬本多情》、《上海探戈》、《干秋家国梦》等多部影视片的外景地。